# Mistrzostwa Świata w Narciarstwie Alpejskim 2025
48. Mistrzostwa Świata w Narciarstwie Alpejskim – zawody sportowe, które odbyły się w austriackim ośrodku narciarskim Saalbach-Hinterglemm, w dniach 4–16 lutego 2025 roku. Był to dziesiąte mistrzostwa świata rozgrywane w Austrii i zarazem drugie w odbywające się w tej miejscowości (poprzednio Saalbach organizowało Mistrzostwa Świata w Narciarstwie Alpejskim 1991). W programie zawodów znalazły się po cztery konkurencje indywidualne dla kobiet i mężczyzn: zjazd, supergigant, gigant oraz slalom. Rozegrane zostały także trzy konkurencje drużynowe: równoległa rywalizacja drużynowa oraz kombinacja drużynowa kobiet i mężczyzn.

## Medaliści

### Mężczyźni
| Konkurencja             | Data      | Złoto             | Czas    | Srebro             | Czas    | Brąz                     | Czas    |
| Supergigant szczegóły   | 7 lutego  | Marco Odermatt    | 1:24,57 | Raphael Haaser     | 1:25,57 | Adrian Smiseth Sejersted | 1:25,72 |
| Zjazd szczegóły         | 9 lutego  | Franjo von Allmen | 1:40,68 | Vincent Kriechmayr | 1:40,92 | Alexis Monney            | 1:40,99 |
| Slalom gigant szczegóły | 14 lutego | Raphael Haaser    | 2:39,71 | Thomas Tumler      | 2:39,94 | Loïc Meillard            | 2:40,22 |
| Slalom szczegóły        | 16 lutego | Loïc Meillard     | 1:54,02 | Atle Lie McGrath   | 1:54,28 | Linus Straßer            | 1:54,54 |

### Kobiety
| Konkurencja             | Data      | Złoto             | Czas    | Srebro            | Czas    | Brąz                             | Czas    |
| Supergigant szczegóły   | 6 lutego  | Stephanie Venier  | 1:20,47 | Federica Brignone | 1:20,57 | Lauren Macuga Kajsa Vickhoff Lie | 1:20,71 |
| Zjazd szczegóły         | 8 lutego  | Breezy Johnson    | 1:41,29 | Mirjam Puchner    | 1:41,44 | Ester Ledecká                    | 1:41,50 |
| Slalom gigant szczegóły | 13 lutego | Federica Brignone | 2:22,71 | Alice Robinson    | 2:23,61 | Paula Moltzan                    | 2:25,33 |
| Slalom szczegóły        | 15 lutego | Camille Rast      | 1:58,00 | Wendy Holdener    | 1:58,46 | Katharina Liensberger            | 1:59,32 |

### Drużynowo
| Konkurencja                              | Data      | Złoto                                                                        | Srebro                                                                      | Brąz |
| Mieszana rywalizacja drużynowa szczegóły | 4 lutego  | Włochy Giorgia Collomb · Lara Della Mea · Filippo Della Vite · Alex Vinatzer | Szwajcaria Luca Aerni · Delphine Darbellay · Wendy Holdener · Thomas Tumler | Szwecja Estelle Alphand · Fabian Ax Swartz · William Hansson · Sara Hector · Kristoffer Jakobsen · Lisa Nyberg |
| Kombinacja drużynowa kobiet szczegóły    | 11 lutego | Stany Zjednoczone 1 Breezy Johnson · Mikaela Shiffrin                        | Szwajcaria 1 Lara Gut-Behrami · Wendy Holdener                              | Austria 3 Stephanie Venier · Katharina Truppe                                                                  |
| Kombinacja drużynowa mężczyzn szczegóły  | 12 lutego | Szwajcaria 1 Franjo von Allmen · Loïc Meillard                               | Szwajcaria 2 Alexis Monney · Tanguy Nef                                     | Szwajcaria 4 Stefan Rogentin · Marc Rochat                                                                     |

## Tabela medalowa
| Lp. | Państwo           | złoto | srebro | brąz | razem |
| --- | ----------------- | ----- | ------ | ---- | ----- |
| 1.  | Szwajcaria        | 5     | 5      | 3    | 13    |
| 2.  | Austria           | 2     | 3      | 2    | 7     |
| 3.  | Włochy            | 2     | 1      | 0    | 3     |
| 4.  | Stany Zjednoczone | 2     | 0      | 2    | 4     |
| 5.  | Norwegia          | 0     | 1      | 2    | 3     |
| 6.  | Nowa Zelandia     | 0     | 1      | 0    | 1     |
| 7.  | Czechy            | 0     | 0      | 1    | 1     |
| 7.  | Niemcy            | 0     | 0      | 1    | 1     |
| 7.  | Szwecja           | 0     | 0      | 1    | 1     |